# Mr. Bogus
Mr. Bogus es una serie de animación infantil de los años 90. Cada episodio se divide en dos partes distintas, la primera, el uso tradicional basado en la animación y la otra recurriendo al Stop motion. Los personajes a menudo iban por la cocina donde se encontraban varias aventuras con objetos comunes del hogar. La serie ha sido emitido en algunas cadenas en España, en castellano y en catalán.
Mr Bogus. es un personaje amarillo parecido a un gremlin viviendo dentro de las paredes de la casa de Tommy Anybody, alternativamente crea y/o resuelve problemas por accidente. A menudo las aventuras de Bogus se desarrollan en su propio mundo, Bogusland, un universo paralelo y distorsionado y con extrañas tramas. 
Basado en un personaje holandés hecho por Claymation para una serie de viñetas, Mr. Bogus fue una serie tradicional de un cuarto de hora compuesta de tres cortos de siete minutos relacionados uno con el otro con la trama en común con las viñetas en claymotion originales siendo de utilidad para los cortes publicitarios.

## Opening
El opening de la serie tiene como lema: "He's wild, he's cool, he's Bogus". En el doblaje en español: "Genial, letal, es Bogus".
- Datos: Q1036301